# الأمية في مصر

رسم توضيحي لنسب المتعلمين حول العالم

تعتبر الأمية في مصر من المشاكل التي تعوق برامج الدولة للتنمية والإصلاح. وفقا لتقدير كتاب حقائق العالم 2017، بلغت نسبة الأمية بين البالغين (15 عام فأكثر) 19.2%، وبلغت 90% بين الإناث 99.5% بين الذكور. بينما وفقا للجهاز المركزي للتعبئة والإحصاء، فقد بلغت نسبة الأمية 9.8% (للأفراد 10 سنوات فأكثر) وفقا لتعداد عام 2017.
كانت نسبة المتعلمين في مصر حسب تقرير الأمم المتحدة للتنمية البشرية 2006 قد بلغت 71.4% للبالغين (15 عام فأكثر) بارتفاع من 47.1% سنة 1990، و84.9% للشباب (من 15 إلى 24 عام) بارتفاع من 61.3% سنة 1990. وكانت النسبة المقدّرة في 2005 لمن يستطيع القراءة والكتابة 83% من الذكور و59.4% من الإناث طبقا لكتاب حقائق العالم. ووفقا للجهاز المركزي للتعبئة العامة والإحصاء، انخفض عدد الأميين (للأفراد 10 سنوات فأكثر) من 17.6 مليون فرد عام 1996 إلى 17.0 مليون فرد عام 2006، ثم ارتفع عدد الأميين إلى 18.4 مليون فرد عام 2017، على الرغم من انخفاض معدل الأمية من حيث النسبة المئوية من 39.4% عام 1996 إلى 29.7% عام 2006، ثم إلى 25.8% عام 2017.
تم استهداف محو أمية 2.004,871 شخص خلال العام المالي 2017/2018، وقد تحقق محو أمية 272,517 دارس بنسبة 13.6% وفقا للمدخل التنموي.
وفقا للجهاز المركزي للتعبئة العامة والإحصاء، هناك أربعة أسباب رئيسية لعدم التحاق الأميين بالتعليم، وهي على التوالي: عدم رغبة الأسرة (34.2%)، الظروف المادية للأسرة (27%)، عدم رغبة الفرد (23.2%)، وصعوبة الوصول للمدرسة (8%). ويرى خبراء التعليم أن ارتفاع معدلات الأمية في مصر يعود إلى تفشي الفقر وغياب الإستراتيجية التعليمية السليمة. انتقد الخبير بالمركز القومي للبحوث التربوية كمال مغيث خطط وزير التعليم، موضحا أن مشكلة الأمية ترتبط بتوفير التعليم ذاته، وليس توفير وسائل الرفاهية، ويرى مغيث أن عدد المعلمين قليل جدا بالنسبة لعدد الأميين، بالإضافة إلى انخفاض المرتبات. وترى بعض الأسر الريفية -حتى الآن- أن زواج الفتيات يغني عن تعليمهن، ولهذا ترتفع نسب الأمية لدى المرأة الريفية عن نظيرتها في المدن.

## مناطق التركز
بلغ معدل الأمية بالريف 32.2% مقابل 17.7% بالحضر عام 2017. 
من حيث معدلات الأمية بالمحافظات عام 2017، سجلت محافظات الوجه القبلي أعلى معدلات للأمية، حيث بلغ المعدل 37.2% في المنيا، 35.9% في محافظة بني سويف، 34.6% في أسيوط، 34% في الفيوم، 33.6% في سوهاج، وامتلكت محافظة أسوان أقل معدل للأمية بين محافظات الوجه القبلى بنسبة 19.1%.
كان أعلى معدل للأمية بالوجه البحري هو 32.9% في محافظة البحيرة، ثم 28.5% في محافظة كفر الشيخ ثم 25.9% في محافظة الشرقية، وامتلكت محافظة دمياط أقل معدل للأمية بالوجه البحري بنسبة 20.2%.
كانت نسبة الأمية أقل بالمحافظات الحضرية، حيث أن أعلى معدل بالمحافظات الحضرية بلغ 19% في محافظة الإسكندرية، و16.2% في محافظة القاهرة، و15.3% في محافظة السويس، وأقل معدل بلغ 14.1% في محافظة بورسعيد، وكانت النسبة أقل أيضا بمحافظات الحدود، حيث بلغت 12% في محافظة البحر الأحمر، 16.6% في محافظة جنوب سيناء، على الرغم من ذلك كانت نسبة الأمية مرتفعة بمحافظة مطروح بـ 31.9% سنة 2017.

## حسب الفئة العمرية
يرجع الارتفاع في معدل الأمية بشكل عام، لارتفاع معدلات الأمية للفئات العمرية الكبيرة وخاصة كبار السن. لوحظ انخفاض معدل الأمية بين الشباب (15-24 سنة) مقارنة بكبار السن (60 سنة فأكثر)، حيث بلغ معدل الأمية 6.9% للشباب مقابل 63.4% لكبار السن، سنة 2017.